# Erzbistum Vienne

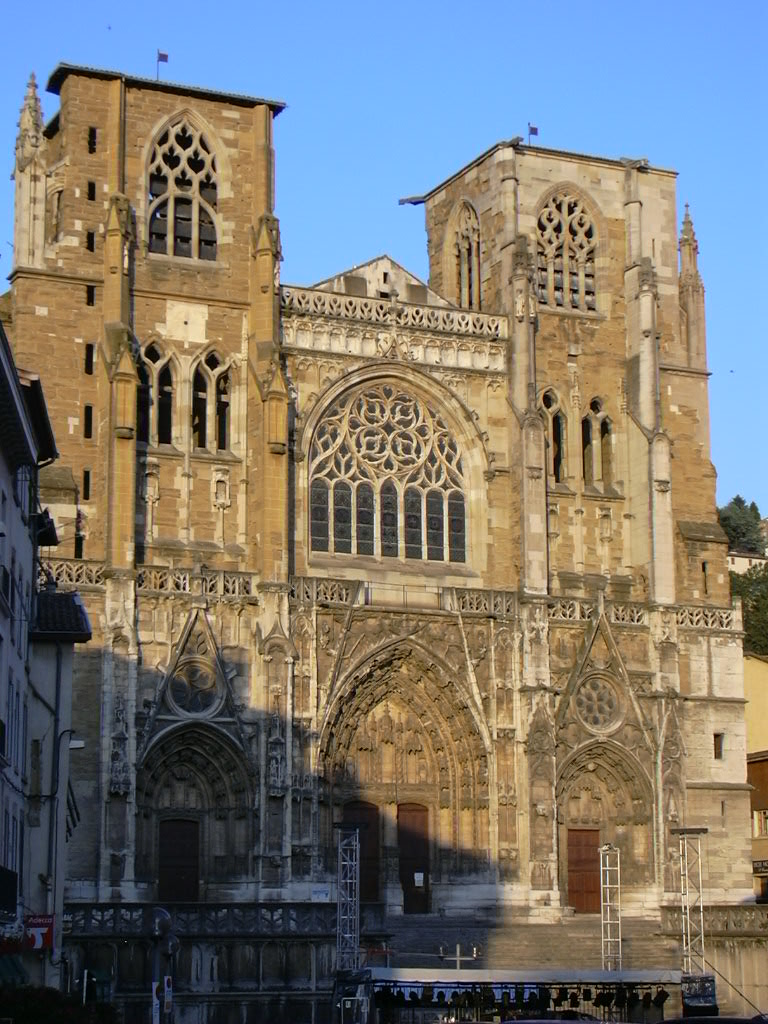
Die Kathedrale St-Maurice zu Vienne

Das Bistum Vienne existierte vom 3. Jahrhundert bis zum Konkordat von 1801. Bischofssitz war die Stadt Vienne in Südfrankreich.

## Geschichte
Das Bistum entstand in der römischen Provinz Gallia Viennensis und existierte mit Sicherheit bereits 314. 430 wurde das Bistum zum Metropolitanbistum erhoben.
Um 464 ergab sich eine Auseinandersetzung von Erzbischof Mamertus mit Papst Hilarius, da er selbst einen neuen Bischof in Die einsetzte. Er wurde dafür vom Papst scharf getadelt.
794 wurde das Bistum Tarentaise zum Erzbistum und zu einer eigenen Kirchenprovinz mit den Suffraganbistümern Aosta und Sitten erhoben. Der Erzbischof von Vienne behielt jedoch das Vorrecht, die Bischöfe dieser Diözesen zu weihen.
Das Gebiet der Diözese Vienne gehörte seit Mitte des 5. Jahrhunderts politisch zum Burgundenreich, seit dem 9. Jahrhundert zum Königreich Burgund, und bildete ab 1033 (neben den Reichsitalien und dem Regnum Teutonicum) einen der drei Hauptbestandteile des Heiligen Römischen Reiches. Seit dieser Zeit waren die Erzbischöfe von Vienne in weltlicher Hinsicht Lehnsmannen der römisch-deutsche Kaiser: 1023 wurde der Erzbischof mit der Grafschaft Vienne belehnt, die damals den größten Teil des Gebiets zwischen Lyon und dem Alpenhauptkamm ausmachte. Zwei Gebiete wurden vom Erzbischof als Afterlehen vergeben: Albon im Süden (aus dem sich später die Dauphiné entwickelte) und Maurienne im Norden (das später zu Savoyen wurde). Albon erhielt Guigues I., Maurienne ging an Humbert I. mit den weißen Händen. Es verblieb eine Grafschaft Vienne von geringerer Größe, die sich spätestens seit 1085 in der Hand der Grafen von Mâcon befand. Der Lehensnexus der beiden anderen Lehen ging im 12. Jahrhundert verloren.
1112 wurde anlässlich eines Konzils in Vienne Kaiser Heinrich V. der Bann ausgesprochen, weil er das Investiturrecht beanspruchte. 1311–1313 fand das Konzil von Vienne statt, auf dem der Templerorden aufgehoben und der Fronleichnam als kirchlicher Feiertag bestätigt wurde.
1120 entschied Papst Calixt II., der seit 1088 Erzbischof von Vienne gewesen war, dass die Bistümer Grenoble, Valence, St. Die, Viviers, Genf und Maurienne Suffragane von Vienne sein sollten. Außerdem sollte der Erzbischof von Tarentaise dem Erzbischof von Vienne gehorchen, obgleich ersterer selbst Metropolit war und Suffragane besaß. Dem Erzbischof von Vienne wurde der Primat über die
Kirchenprovinzen Aix, Auch, Bordeaux, Bourges, Embrun und Narbonne verliehen, und, da einige dieser Sitze bereits Primatialstatus hatten, dem Erzbischof von Vienne zudem der Titel eines „Primas der Primasse“ übertragen.
Mitte des 15. Jahrhunderts fiel die Dauphiné an Frankreich. Auch der Erzbischof von Vienne erkannte 1448 die Lehnshoheit Frankreichs an, womit das Erzbistum aus dem Heiligen Römischen Reich ausschied.
1801 wurde das Erzbistum Vienne aufgehoben. Sein Gebiet wurde auf die Bistümer Grenoble und Valence aufgeteilt.
Gliederung der Kirchenprovinz Vienne am Vorabend des Konkordats von 1801:
- Erzbistum Vienne

1. Bistum Die
2. Bistum Genf
3. Bistum Grenoble
4. Bistum Valence
5. Bistum Viviers